# 암피실린
암피실린(ampicillin)은 기도 감염, 요로감염증, 수막염, 살모넬라증, 심장내막염 등 수많은 병균 감염을 예방하고 치료하기 위해 사용되는 항생물질이다. 신생아의 B군 연쇄상구균 감염증 예방을 위해서도 사용될 수 있다. 구강으로, 근육 주사로, 또는 정맥 주사를 통해 복용할 수 있다. 모든 항생물질처럼 바이러스 감염 치료에는 유용하지 않다.
일반적인 부작용에는 발진, 구역질, 설사가 포함된다. 페니실린에 알레르기 반응이 있는 사람들은 사용하지 않는 것이 좋다. 심각한 부작용으로는 클로스트리디움 디피실 대장염, 과민증이 포함될 수 있다. 신부전 환자에게는 유용하지만 복용량은 낮추어야 한다. 임신 및 모유 수유 기간에 사용하는 일은 일반적으로 안전한 것으로 간주된다.

## 정의
암피실린은 베타-락탐 계열 항생제의 페니실린 그룹에 속하며 그중에서도 아미노페니실린(aminopenicillin)의 일종이다. 박테리아의 세포막 합성을 저해하는 메커니즘으로 살균 효과를 나타내며 넓은 항균 활성 범위를 보인다.
폐렴구균, 엔테로코커스, 페니실린 분해효소를 생산하지 않는 포도상구균, 리스테리아 등의 그람 양성균, 헤모필루스 인플루엔자, 대장균, 프로테우스 미라빌리스, 살모넬라 등의 그람 음성균, 렙토스피라 등에 효과적으로 작용한다.

## 원리
암피실린은 박테리아가 세포벽을 만들기 위해 필요로 하는 효소인 트랜스펩티데이스(transpeptidase)에 비가역적 억제제로 작용하여 효소의 활성을 억제한다. 이 효소에 의한 펩타이드전이(transpeptidation) 반응 억제는 세균의 세포벽을 구성하는 핵심 성분인 펩티도글리칸(peptidoglycan) 형성을 억제하여 결과적으로 세포 용해를 유도한다.

## 의학

### 질병
- 세균성 뇌수막염; 뇌수막염을 일으키는 그람 음성균에 대한 효능을 증가시키기 위해 아미노글리코사이드 계열 항생제를 추가할 수 있다.[5]
- 장구균 균주에 의한 심내막염(off-label 사용); 종종 아미노글리코사이드와 함께 사용한다.[6]
- 오염된 물이나 음식(예: 살모넬라균)으로 인한 위장 감염시 사용한다.[5]
- 비뇨생식기 감염시 사용한다.[5]
- 요도 카테터 사용으로 인한 감염과 관련되고 다른 약물에 반응하지 않는 의료 관련 감염 시 사용한다.[7]
- 중이염(중이 감염)에서 사용한다.
- 이전에 류마티스성 심장 질환이 있거나 치과 치료, 질 자궁 절제술 또는 제왕 절개를 받고 있는 사람들의 예방(즉, 감염 예방).[8] 또한 조기 발병 신생아 감염을 예방하기 위해 그룹 B 연쇄상구균의 보균자인 임산부에게 사용된다.[8]
- 기관지염, 인두염을 포함한 호흡기 감염시 사용한다.[5]
- 정맥 두염시 사용한다.
- 패혈증시 사용한다.[5]
- 백일해, 2차 감염 예방 및 치료시 사용한다.[8]
- 암피실린은 임질 치료에도 사용되었지만 지금은 페니실린에 내성이 있는 변종이 너무 많다.[8]

### 박테리아
암피실린은 많은 그람 양성 및 그람 음성균 감염을 치료하는 데 사용된다. 이것은 폐렴구균, 화농성연쇄상구균, 황색포도상구균의 일부 분리주(페니실린 내성 또는 메티실린 내성 균주는 아님), Trueperella 및 일부 Enterococcus를 포함한 그람 양성균에 대한 활성을 가진 최초의 "광범위 스펙트럼" 페니실린이었다. 이것은 다제내성 엔테로코커스 패칼리스 및 엔테로코커스 패시움에 대해 작용하는 몇 안 되는 항생제 중 하나이다. 그람 음성 박테리아에 대한 활성은 수막구균, 일부 헤모필루스 인플루엔자 및 일부 Enterobacteriaceae(대부분의 Enterobacteriaceae 및 슈도모나스는 내성이 있음)를 포함한다. 세균이 암피실린 및 관련 항생제를 비활성화하기 위해 생성하는 효소인 베타 락타메이스를 억제하는 약물인 설박탐을 병용 투여해 항균 활성을 향상시킬 수 있다. 때로는 반코마이신, 리네졸리드, 답토마이신 및 티게사이클린과 같이 작용 기전이 다른 항생제와 함께 사용한다.

### 사용 가능한 양식
암피실린은 경구, 근육 주사(주사) 또는 정맥 주입으로 투여할 수 있다. 캡슐 또는 경구 현탁액으로 제공되는 경구 형태는 심각한 감염에 대한 초기 치료가 아니라 IM 또는 IV 주사에 대한 후속 조치로 제공된다. IV 및 IM 주사의 경우, 암피실린은 재구성되어야 하는 분말로 보관된다.
빠른 IV 주사는 경련 발작을 유발할 수 있으므로 IV 주사는 천천히 해야 한다.

## 부작용

### 독성
가장 빈번하게 일어나는 독성으로는 약물의 축적에 의한 신부전이 있다. 구토 증세를 동반하거나 동반하지 않는 오심, 상복부 불쾌감, 경증에서 중증 설사, 구내염 또는 구내 건조, 설통 또는 흑모설 같은 증상을 일으킬 수 있다. 두드러기, 자색피부병변, 국소 부종, 심한 쇠약, 어지럼증, 오심, 구토, 설사, 복부 통증, 심한 천식을 동반한 기관지수축, 흉통, 중증 고혈압, 청색증, 순환 허탈, 폐부종, 경련, 호흡 부전으로 인한 사망 등이 있다. 일부의 경우 입술, 혀, 얼굴, 안와골 조직의 현저한 부기를 동반한 혈관 부종, 천식성 호흡, 큰 두드러기 등이 나타날 수 있다.

### 내성
암피실린을 포함한 모든 베타락탐(β-lactam) 항생제는 구조상 베타락탐(β-lactam) 고리를 가지고 있다. 베타락탐 항생제의 효과는 분해되지 않고 페니실린 결합 단백질(penicillin binding protein, PBP)에 도달할 수 있는 능력과 그 단백질과 강하게 결합하는 능력에 달려 있다. 따라서, 베타락탐 항생제에 대한 내성은 크게 두 가지 이유로 발생한다. 박테리아가 베타락타메이스(β-lactamase) 효소를 생성하면 항생제의 베타락탐 고리가 가수분해되어 항생제 효과가 사라진다.
박테리아가 베타락타메이스 효소를 생산할 수 있는 유전자를 자체적으로 가지고 있을 수 있으며 또는 베타락타메이스(β-lactamase) 효소를 가지고 있는 플라스미드(plasmid) DNA를 외부로부터 전달받아 내성을 획득할 수 있다. 일부 박테리아는 새로운 구조를 가진 페니실린 결합 단백질을 생산하여 베타락탐 항생제에 대한 내성을 나타낸다. 베타락탐 항생제는 이러한 변화된 페니실린 결합 단백질에 효과적으로 결합할 수 없으며, 결과적으로 베타락탐은 박테리아의 세포벽 합성을 방해하는데 효과를 발휘하지 못한다. 이러한 방식의 항생제 내성의 주목할만한 예로 메티실린 내성 황색 포도상구균 (methicillin-resistant Staphylococcus aureus, MRSA)과 페니실린 내성 페렴구균 (penicillin-resistant Streptococcus pneumoniae, PRSA)가 있다.

## 상호작용
암피실린은 프로베네시드 및 메토트렉세이트와 반응하여 신장 배설을 감소시킨다. 다량의 암피실린은 혈소판 응집을 억제함으로써 와파린 및 기타 경구 항응고제를 동시에 사용하는 경우 출혈 위험을 증가시킬 수 있다. 암피실린은 경구 피임약의 효과를 떨어뜨리는 것으로 알려져 있지만 이는 논란의 여지가 있다. 클로람페니콜, 에리트로마이신, 세팔로스포린, 테트라사이클린과 같은 다른 항생제에 의해 효과가 떨어질 수 있다. 예를 들어, 테트라사이클린은 박테리아에서 단백질 합성을 억제하여 암피실린이 작용하는 표적을 감소시킨다. 아미노글리코사이드와 동시에 투여하면 결합하여 비활성화할 수 있다. 별도로 투여하면 아미노글리코사이드와 암피실린이 대신 서로를 강화할 수 있다.
암피실린은 알로푸리놀과 함께 제공될 때 더 자주 피부 발진을 유발한다.
콜레라 생백신과 장티푸스 생백신 모두 암피실린과 함께 투여하면 효과가 없을 수 있다. 암피실린은 일반적으로 콜레라와 장티푸스를 치료하는 데 사용되어 신체가 상승해야 하는 면역 반응을 낮춘다.

## 사회적 특성

### 역사
암피실린은 1958년 발견되었으며 1961년 상용화되었다. 의료제도에 필수적인 가장 효과적이고 안전한 의약품 목록인 WHO 필수 의약품 목록에 등재되어 있다.

### 가격
개발도상국에서의 도매가는 2014년 정맥주사용액 유리병 기준으로 US$0.13에서 1.20 사이이다. 미국에서는 제네릭 의약품으로 구매할 수 있으며 10일치 치료 비용은 대략 13 달러이다.

## 같이 보기
- 아목시실린
- 페니실린
- 항생제